# 환평형계정
환평형계정(換平衡計定)은 중앙은행이나 기타의 환 관리 당국이 환 시장에 직접 개입하여 외환의 매매로 환 시세 변동의 안정화를 도모하기 위한 자금으로 설정된 특별계정을 말한다. 환안정기금이라고도 한다.